# Oltressenda Alta
Oltressenda Alta es una localidad y comune italiana de la provincia de Bérgamo, región de Lombardía, con 194 habitantes.

## Evolución demográfica
| Gráfica de evolución demográfica de Oltressenda Alta entre 1861 y 2001 |
|                                                                        |
| Fuente ISTAT - elaboración gráfica de Wikipedia                        |